# プブリウス・クィンクティリウス・ウァルス

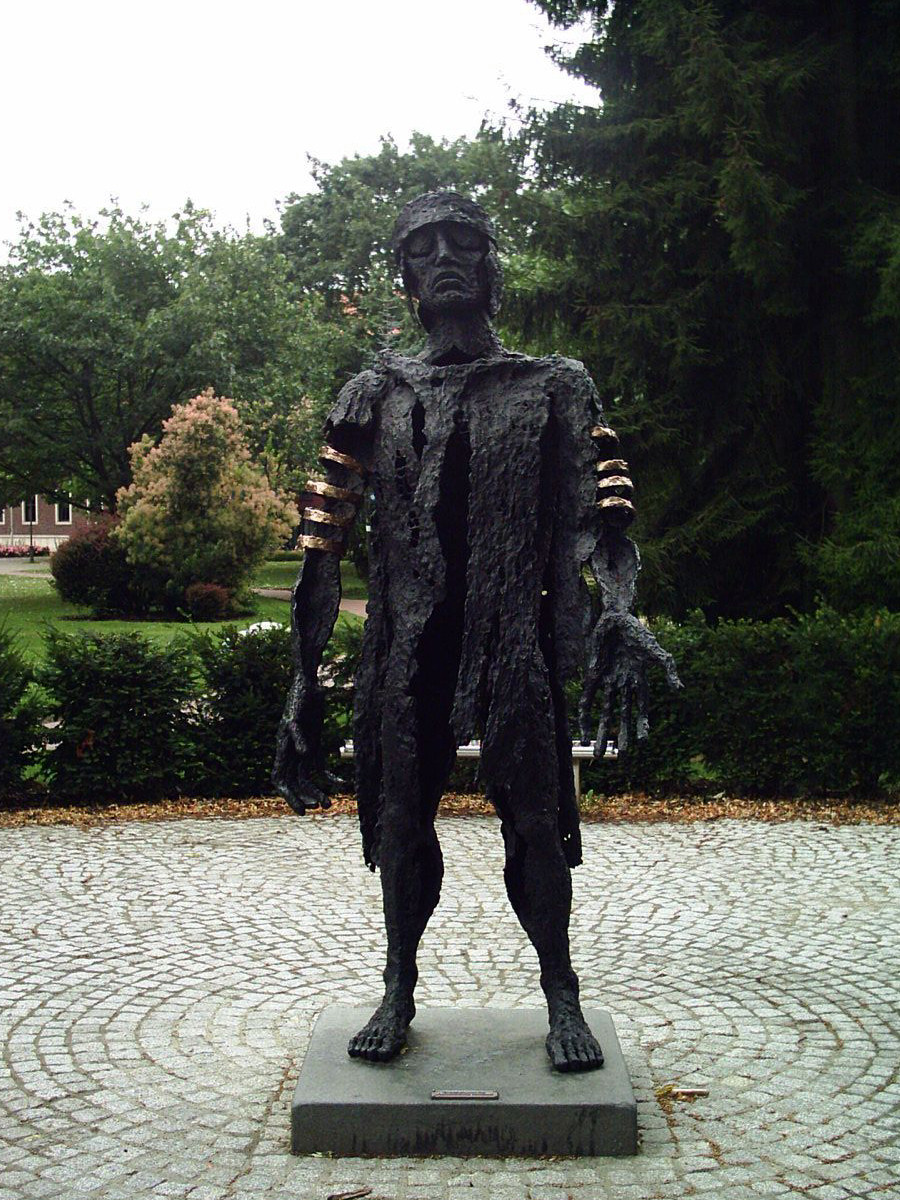
プブリウス・クィンクティリウス・ウァルスの銅像

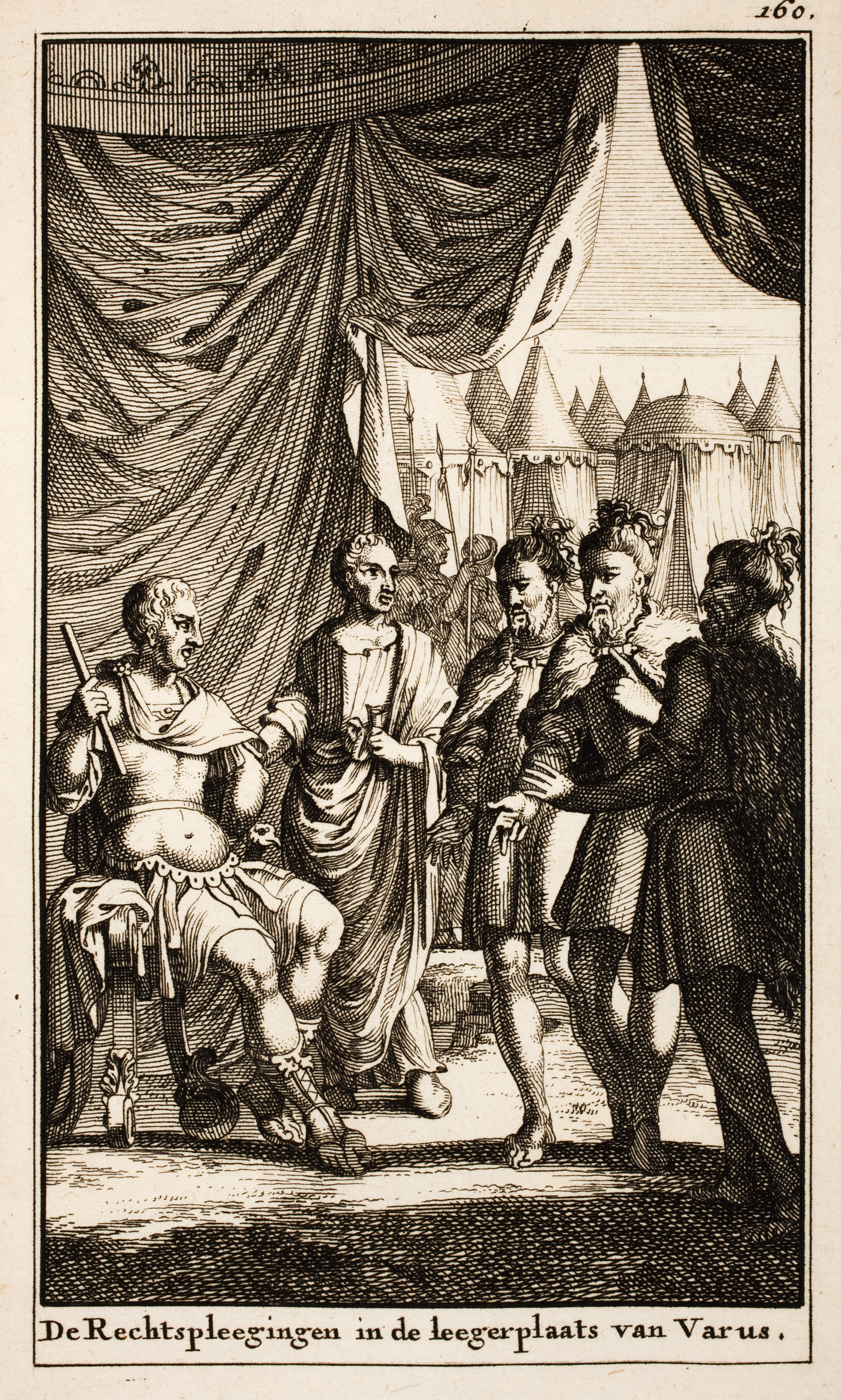
プブリウス・クィンクティリウス・ウァルスと会見するゲルマン部族

プブリウス・クィンクティリウス・ウァルス（羅：Publius Quinctilius Varus, 紀元前46年 - 紀元9年9月）は、ローマ帝政初期アウグストゥスの時代の政治家であり、将軍である。アウグストゥスの腹心マルクス・ウィプサニウス・アグリッパの娘ウィプサニア・マルケッラと結婚した。アグリッパとアウグストゥスの信任を得て、紀元前9年ティベリウスとの共同執政官に就任し、その後、アフリカ、シリア総督を務めた。
その後の紀元7年にゲルマニア総督となったが、紀元9年のトイトブルク森の戦いの総司令官として三個ローマ軍団（第17・18・19軍団）を率いて大敗。乱戦の中で自害した。

## 生涯
ウァルスは共和政ローマのクレモナで生まれた。由緒正しい貴族の家柄であり、彼の祖父は元老院でウァルスは高貴な階級だったが有力ではないクィンクティリウス氏族に属していた。彼の父親は祖父と同名のセクストゥス・クィンクティリウス・ウァルスで反カエサル派の元老院議員であったがローマ内戦は生き残った。その後のカエサルの暗殺に関与していたかどうかは不明であるが彼はフィリッピの戦いの後に自殺した。しかしウァルス自身は父親の政治的忠誠心にもかかわらず、後のアウグストゥスであるオクタウィアヌスの支持者であった。
紀元前14年にアグリッパの娘、ウィプサニア・マルケッラ（紀元前28年から紀元前22年の間の生誕。母親についてはアグリッパの最初の妻とも2番目の妻の両説があり議論となっている）と結婚したことでアウグストゥスとアグリッパの個人的な友人となった。ウィプサニア・マルケッラはウァルスの2番目の妻とされており、アグリッパの義理の息子となったウァルスは紀元前12年にアグリッパが病死した時の葬儀では彼の弔辞を読み上げた。その後、ウィプサニア・マルケッラとは死別したのか離婚したのかは不明であるが、クラウディア・プルクラと3度目の結婚をしている。クラウディア・プルクラはアウグストゥスの姉・小オクタウィアの孫娘の1人である（小オクタウィアが最初の夫ガイウス・クラウディウス・マルケッルス・ミノルとの間に儲けた娘の1人、小マルケッラ（紀元前40年生誕）が最初の夫パウッルス・アエミリウス・レピドゥスとの間に儲けた娘）。これによりウァルスはアウグストゥスの義理の大甥となり、アグリッパやアウグストゥスとは友人だけでなく縁戚となり、ユリウス・クラウディウス朝の家系図に名を連ねている。
クルスス・ホノルムを終えたウァルスは、紀元前9年にティベリウスの同僚執政官に就任した。コンスルの任期終了後の紀元前8年にアフリカ総督となりその後シリア総督となる。
紀元7年にゲルマニア総督となり、ライン川のリーメスの3個軍団の指揮を受け持つ。ゲルマニアをローマ領に編入するというアウグストゥスの意向を受けて、敵地の中に兵を進める。

## 姉妹と傍系子孫
ウァルスの母は、名前を含め全く不明である。姉妹が3人おり、3人ともクィンクティリア（「クィンクティリウス」の女性形）という名前だった。
1人はプブリウス・コルネリウス・ドラベッラと結婚、紀元10年に執政官となったプブリウス・コルネリウス・ドラベッラはその息子だと推測される。プブリウス・コルネリウス・ドラベッラの系統は、少なくとも五賢帝の1人トラヤヌス帝が死去した117年までは存続していたと考えられている。
1人はセクストゥス・アップレイウス（セクストゥス・アップレイウス2世）と結婚、セクストゥス・アップレイウス（紀元14年の執政官、セクストゥス・アップレイウス3世）とアップレイア・ウァリッラ（紀元前23年 - 紀元17年以前ではない）の1男1女を儲けた。セクストゥス・アップレイウス（紀元14年の執政官）はファビア・ヌマンティナと結婚、男子セクストゥス・アップレイウス4世を紀元1世紀初頭に儲けたが、幼くして亡くなった。4世の墓石は母ファビアによって建立されている。アップレイア・ウァリッラにも子供がいた記録がない。
もう1人の姉妹はルキウス・ノニウス・アスプレナス（紀元前36年の執政官ルキウス・ノニウス・アスプレナスの息子）と結婚、少なくとも2人の息子がいたと推定されている。紀元前6年の執政官ルキウス・ノニウス・アスプレナスと、紀元8年の執政官セクストゥス・ノニウス・クィンクティリアヌスである。この内、クィンクティリアヌスについてはウァルスが2番目の妻ウィプサニアとの間に儲けた実の息子とする説もある。なぜなら、「クィンクティリアヌス」という名前からウァルスとウィプサニアが亡くなった後、義理の兄弟ルキウス・ノニウス・アスプレナスによって養子縁組がなされたことが暗示され、「クィンクティリアヌス」と名付けられた可能性が考えられるからである（古代ローマでは男性が養子に出された時は、氏族名・家族名は養父のものに変わるケースがあった。もし望むならば、元々の氏族名を新しい氏族名・家族名の後に付け足すこともできた。例えば、小スキピオ (Publius Cornelius Scipio Aemilianus) は元々アエミリウス (Aemilius) 氏族に生まれ、のちにコルネリウス氏族スキピオ家の養子となっており、「アエミリアヌス」というアグノーメン（添え名、第四名）を名乗った。小スキピオの兄弟もクィントゥス・ファビウス・マクシムスの養子となり、「クィントゥス・ファビウス・マクシムス・アエミリアヌス」と名乗っている。マーメルクス・アエミリウス・レピドゥス・リーウィアーヌス (Mamercus Aemilius Lepidus Livianus) は元々リウィウス (Livius) 氏族に生まれ、のちにアエミリウス氏族レピドゥス家の養子となっている為、「リーウィアーヌス」というアグノーメンを名乗った）。
また、1世紀のユダヤ人の歴史家ヨセフスはウァルスの息子「プブリウス・クィンクティリウス・ウァルス」の存在に言及しており、このウァルスの息子とクィンクティリアヌスが同一人物とも考えられる。クィンクティリアヌスは紀元前32年の執政官ガイウス・ソシウスの娘ソシアと結婚、少なくとも2人の息子（同名の38年の執政官セクストゥス・ノニウス・クィンクティリアヌスとルキウス・ノニウス・クィンクティリアヌス）を儲けている。
一方、クィンクティリアヌスの兄弟（あるいは義兄弟にして従兄弟）ルキウス・ノニウス・アスプレナスはルキウス・カルプルニウス・ピソ・カエソニヌス（紀元前48年 - 紀元32年）の娘カルプルニア・L・ピソニス・fと結婚、3人の息子（同名で29年の執政官ルキウス・ノニウス・アスプレナス、38年の執政官で41年に皇帝カリグラ暗殺の余波に巻き込まれて殺害されたプブリウス・ノニウス・アスプレナス・カルプルニウス・セッラヌス、ノニウス・アスプレナス・カルプルニウス・トルクァトゥス）を儲けた。
29年の執政官ルキウスには少なくとも1人の息子（72年の執政官ルキウス・ノニウス・カルプルニウス・アスプレナス）がいる。
38年の執政官プブリウスには3人の息子（プブリウス・ノニウス・アスプレナス、プブリウス・ノニウス・アスプレナス・カエシアヌス、72年か73年に執政官となり、86年か87年まで生存が確認されているプブリウス・ノニウス・アスプレナス・カエシウス・カッシアヌス）がいる。